# Fucinské jezero
Fucinské jezero (italsky Lago Fucino nebo Lago di Celano, latinsky Lacus Fucinus) bylo velké endorheické jezero na území západního Abruzza ve střední Itálii, rozprostírající se od Avezzana na severozápadě až po Ortucchio na jihovýchodě a dotýkající se Trasakka na jihozápadě. Kdysi třetí největší jezero v Itálii bylo zcela vysušeno v roce 1878.
Římský básník Vergilius se zmínil o jezeru v 7. knize své Aeneidy, kde jezero i blízký posvátný háj marsické bohyně Angitie pláčí nad knězem a léčitelem Umbrem, který tragicky zahynul v bitvě s Trójany.

## Římské odvodnění
Římané znali jezero jako Lacus Fucinus a v jeho okolí zakládali kolonie, jako například Marruvium. Na jeho břehu se v roce 89 př. n. l. strhla jedna z bitev spojenecké války. Ačkoliv jezero poskytovalo u svých břehů úrodnou půdu a velké množství ryb, stávalo se semeništěm malárie, a jelikož nemělo žádný přirozený odtok, opakovaně zaplavovalo obdělávaná pole ve svém okolí. Císař Claudius se pokusil stabilizovat maximální hladinu jezera prokopáním 5,6 km dlouhého odvodňovacího tunelu přes masiv Monte Salviana, což si vyžádalo po jedenáct let práci 30 000 lidí, přesto s nejistým úspěchem. Zřícení jednoho z tunelů popsal historik Cassius Dio takto: 
Když se kanál z Fucinského jezera zhroutil, byl z toho těžce obviňován přední Claudiův propuštěnec Tiberius Claudius Narcissus. Byl to on, kdo měl na starosti tento podnik, a mělo se za to, že poté, co utratil mnohem méně, než dostal, úmyslně způsobil sesuv, aby nebylo možno odhalit jeho provinění.
Cassius Dio, Římská historie, LXI.33.5
Původní jezero mělo proměnlivou rozlohu asi 140 km², kterou mohlo Claudiovo odvodnění snížit na přibližně 90 km². Sběrný kanál byl Hadriánem prohlouben a o 4,5 km prodloužen, následkem čehož se plocha jezera zmenšila na přibližně 57 km². Větší tunel vyražený v 19. století podél stejné trasy jako jeho předchůdce zničil většinu dochovaných stop Claudiova tunelu, a proto je úspěch dřívějšího Claudiova plánu tak nejistý. Hlubší Hadriánův kanál zanechal jasné pozůstatky, které ukazují, že 1 km od jezera byl tunel 7,5 m hluboký, 19,5 m široký nahoře a 4,5 m u základny. Tunel měl spád 0,05 % (jedna ku dvěma tisícům).

## Zanesení odtoku
S úpadkem římské říše se postupně zastavila i údržba odvodňovacích systémů. Sběrné kanály ucpaly usazeniny a vegetace. Zemětřesení na zlomu procházejícím sběrným kanálem snížilo úroveň země na straně jezera o 30–35 cm vzhledem ke vstupu do tunelu. Vyšetřování, kde zlom protíná kanál, odhalilo, že před zemětřesením se v kanálu nahromadilo velké množství usazenin. Za předpokladu, že toto zemětřesení mohlo tehdy poškodit Řím, se zdá velmi pravděpodobné, že k němu došlo krátce před rokem 508, kdy byly opraveny zemětřesením způsobené škody na Koloseu. Jezero se do své neregulované podoby před Claudiem vrátilo asi ke konci 5. století a zcela jistě před koncem 6. století.
Několik návrhů nebo i pokusů o obnovení římského odvodňovacího systému se objevilo ve 13. a 15. století, ale ani jeden neuspěl.

## Novodobé vysušení
V 19. století pověřil kníže Alessandro Torlonia vypuštěním jezera švýcarského inženýra Jeana Mayora de Montricher. Práce na 6,3 km dlouhém a 21 m širokém kanálu byly zahájeny v roce 1862 a po více než 13 letech bylo jezero zcela odvodněno. Výsledná rovina je jednou z nejúrodnějších oblastí Itálie. Starožitné nálezy z období prvního římského odvodňovacího systému se staly součástí sbírky knížecího rodu Torlonia.

## Fotogalerie

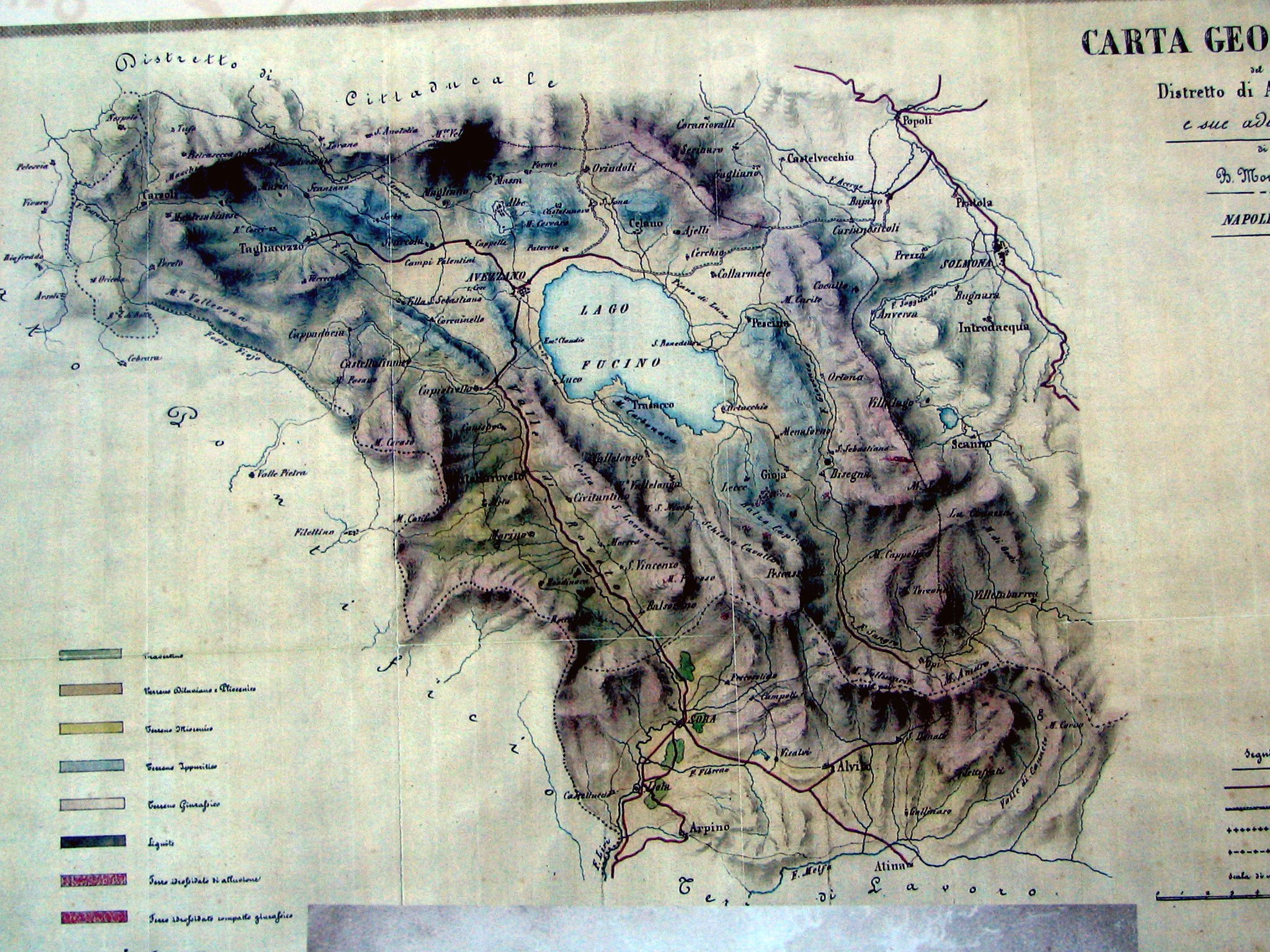
Stará mapa zobrazující jezero před novověkým vysušením
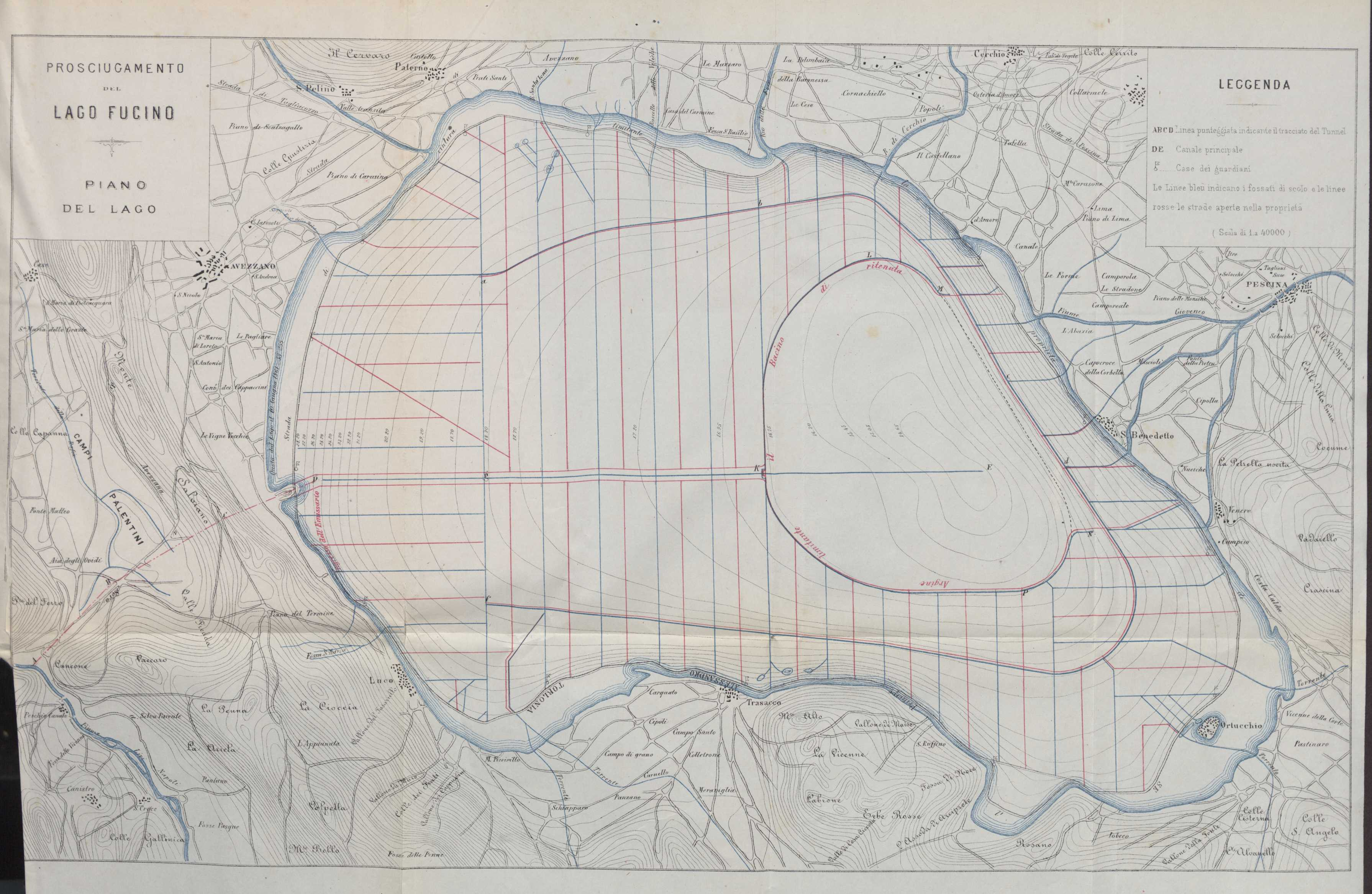
Odvodňovací plán, 1875
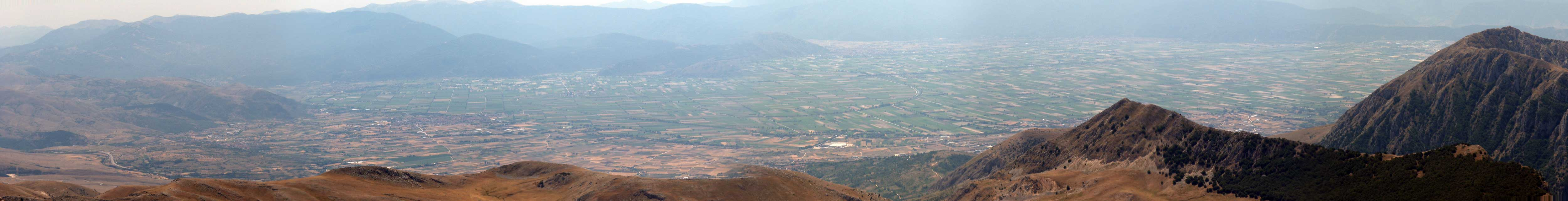
Plocha bývalého jezera, pohled z Monte Sirente